# Detracia zeteki
Detracia zeteki is een slakkensoort uit de familie van de Ellobiidae. De wetenschappelijke naam van de soort is voor het eerst geldig gepubliceerd in 1920 door Pilsbry.